# Gonneville-Le Theil
Gonneville-Le Theil est une commune française située dans le département de la Manche en région Normandie, peuplée de 1 504 habitants. Elle est créée le 1er janvier 2016 par la fusion de deux communes, sous le régime juridique des communes nouvelles.
Les communes de Gonneville et Le Theil deviennent des communes déléguées puis ce statut est supprimé lors du renouvellement du conseil municipal en 2020.

## Géographie

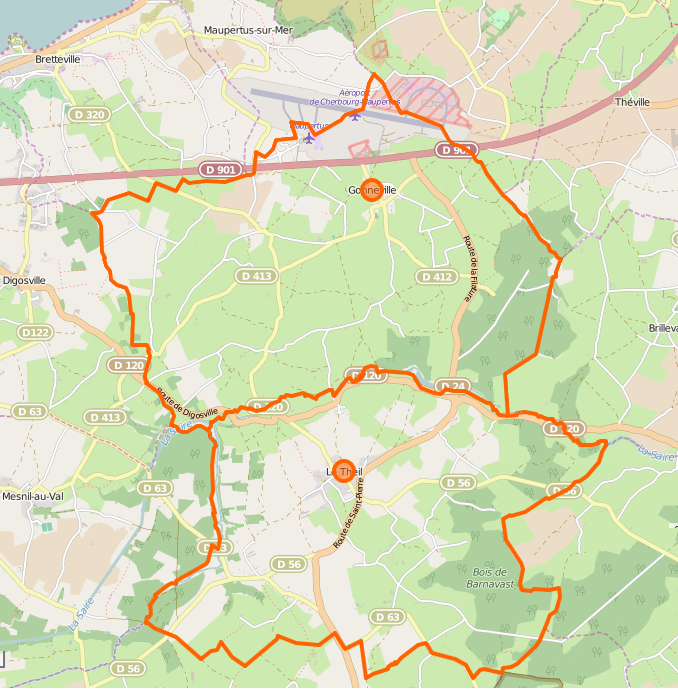
Les deux communes déléguées.

### Hydrographie
La commune est située dans le bassin Seine-Normandie. Elle est drainée par la Saire, le ruisseau du Querbe, le ruisseau Querbot, le cours d'eau 01 de la Cannellerie, le cours d'eau 01 de la Source de la Corbière, le cours d'eau 01 de l'Étang du Pas de Vivray, le cours d'eau 01 du Val Colombel, le ruisseau de Houlbec, le ruisseau de la Fontaine du Saule, le ruisseau du Pas Vastel, le Saouticot et divers autres petits cours d'eau,.
La Saire, d'une longueur de 31 km, prend sa source dans la commune du Mesnil-au-Val et se jette  dans la baie de Seine à Saint-Vaast-la-Hougue, après avoir traversé douze communes. 

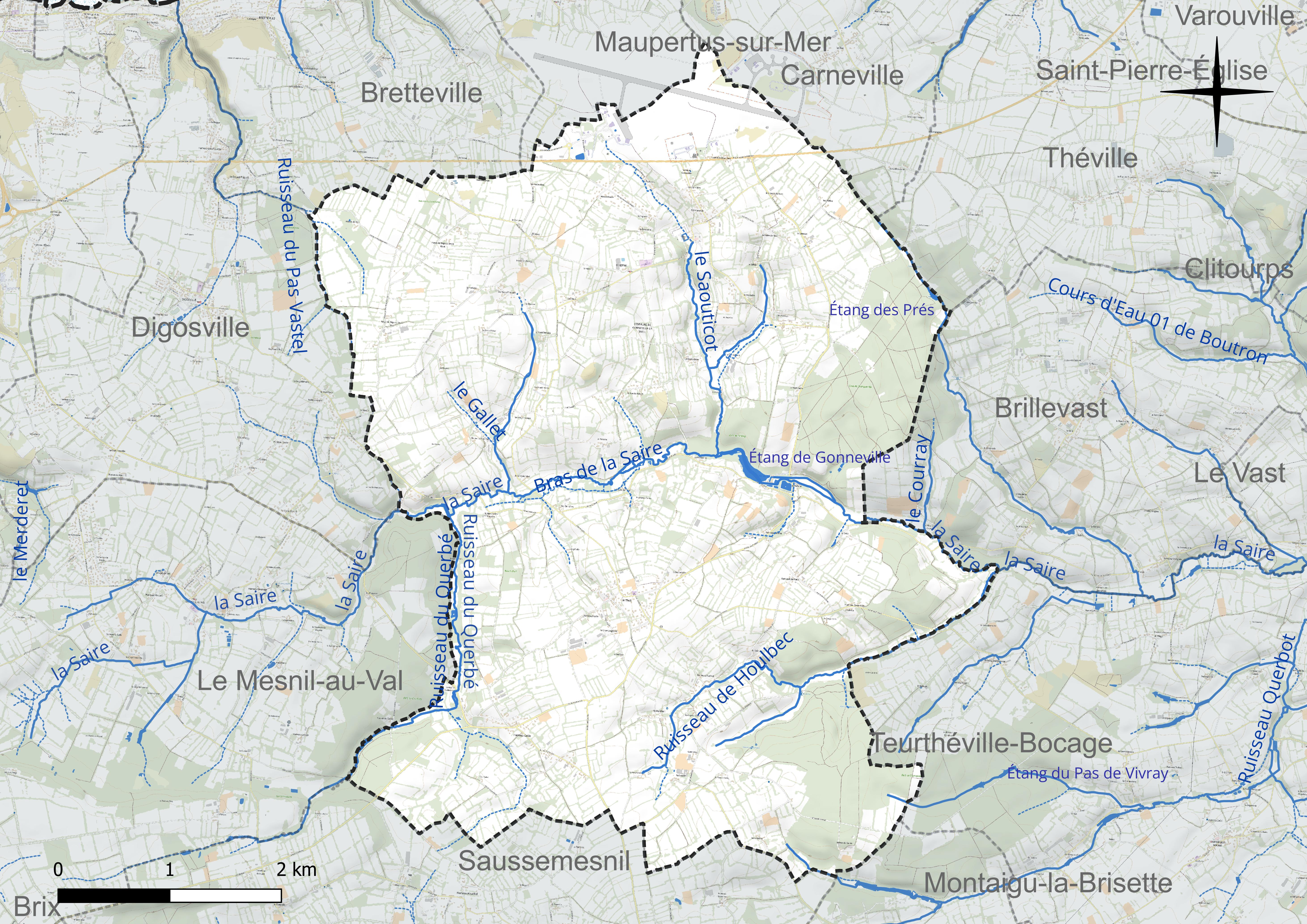
Réseau hydrographique de Gonneville-Le Theil.

Deux plans d'eau complètent le réseau hydrographique : l'étang de Gonneville (3,5 ha) et l'étang des Prés (0,3 ha),.

### Climat
Le climat qui caractérise la commune est qualifié, en 2010, de « climat océanique franc », selon la typologie des climats de la France qui compte alors huit grands types de climats en métropole. En 2020, la commune ressort du type « climat océanique » dans la classification établie par Météo-France, qui ne compte désormais, en première approche, que cinq grands types de climats en métropole. Ce type de climat se traduit par des températures douces et une pluviométrie relativement abondante (en liaison avec les perturbations venant de l'Atlantique), répartie tout au long de l'année avec un léger maximum d'octobre à février.
Les paramètres climatiques qui ont permis d’établir la typologie de 2010 comportent six variables pour les températures et huit pour les précipitations, dont les valeurs correspondent à la normale 1971-2000. Les sept principales variables caractérisant la commune sont présentées dans l'encadré ci-après.
| Paramètres climatiques communaux sur la période 1971-2000 - Moyenne annuelle de température : 10,7 °C - Nombre de jours avec une température inférieure à −5 °C : 1,1 j - Nombre de jours avec une température supérieure à 30 °C : 0 j - Amplitude thermique annuelle : 11,2 °C - Cumuls annuels de précipitation : 1 065 mm - Nombre de jours de précipitation en janvier : 15,1 j - Nombre de jours de précipitation en juillet : 7,6 j |

Avec le changement climatique, ces variables ont évolué. Une étude réalisée en 2014 par la Direction générale de l'Énergie et du Climat complétée par des études régionales prévoit en effet que la  température moyenne devrait croître et la pluviométrie moyenne baisser, avec toutefois de fortes variations régionales. La station météorologique de Météo-France installée sur la commune et mise en service en 1959 permet de connaître en continu l'évolution des indicateurs météorologiques. Le tableau détaillé pour la période 1981-2010 est présenté ci-après.
| Mois                                  | jan.             | fév.            | mars            | avril           | mai            | juin           | jui.          | août           | sep.            | oct.            | nov.          | déc.            | année      |
| ------------------------------------- | ---------------- | --------------- | --------------- | --------------- | -------------- | -------------- | ------------- | -------------- | --------------- | --------------- | ------------- | --------------- | ---------- |
| Température minimale moyenne (°C)     | 3,5              | 3,2             | 4,6             | 5,7             | 8,5            | 10,9           | 13            | 13,3           | 11,8            | 9,4             | 6,4           | 4,2             | 7,9        |
| Température moyenne (°C)              | 5,7              | 5,5             | 7,3             | 8,8             | 11,7           | 14,3           | 16,4          | 16,6           | 14,9            | 12,1            | 8,7           | 6,4             | 10,7       |
| Température maximale moyenne (°C)     | 7,8              | 7,8             | 9,9             | 11,8            | 14,9           | 17,7           | 19,8          | 19,9           | 18              | 14,8            | 11            | 8,5             | 13,5       |
| Record de froid (°C) date du record   | −12,3 17.01.1985 | −9,9 08.02.1991 | −4,6 20.03.1985 | −3,1 08.04.08   | 0,1 03.05.1979 | 2,9 02.06.1962 | 6 07.07.1962  | 6,3 18.08.1970 | 3,5 21.09.1986  | −0,6 30.10.1997 | −4 22.11.1998 | −8,8 24.12.1963 | −12,3 1985 |
| Record de chaleur (°C) date du record | 14,9 09.01.1998  | 18,9 27.02.19   | 23,7 30.03.21   | 23,9 21.04.1984 | 28,6 27.05.05  | 31,7 29.06.19  | 33,7 19.07.06 | 33,4 07.08.20  | 29,3 02.09.1984 | 27 01.10.11     | 20,8 01.11.15 | 15,9 19.12.15   | 33,7 2006  |
| Précipitations (mm)                   | 100,8            | 69,6            | 69,8            | 61,8            | 58,1           | 49,1           | 46,4          | 51,4           | 74,4            | 111,6           | 113,1         | 113,6           | 919,7      |

## Urbanisme

### Typologie
Au 1er janvier 2024, Gonneville-Le Theil est catégorisée commune rurale à habitat dispersé, selon la nouvelle grille communale de densité à sept niveaux définie par l'Insee en 2022.
Elle est située hors unité urbaine. Par ailleurs la commune fait partie de l'aire d'attraction de Cherbourg-en-Cotentin, dont elle est une commune de la couronne,. Cette aire, qui regroupe 77 communes, est catégorisée dans les aires de 50 000 à moins de 200 000 habitants,.

## Toponymie
Le nom est composé simplement des deux toponymes des communes avant la fusion. La graphie officielle est Gonneville-Le Theil.
Gonneville est attesté sous les formes Gunnovilla en 1106 et 1107, Gonnovilla en 1154, Gonneville en 1549. Voir : toponymie de Gonneville.
Le Theil est attesté sous les formes de Tilia au XIIe siècle, Tylia au XIIIe siècle et le Teil en 1322.
 
Son toponyme est issu de l'ancien français til ou teil, « tilleul »,,.

## Histoire
La commune est créée le 1er janvier 2016 par un arrêté préfectoral du 4 décembre 2015, par la fusion de deux communes, sous le régime juridique des communes nouvelles instauré par la loi no 2010-1563 du 16 décembre 2010 de réforme des collectivités territoriales. Les communes de Gonneville et Le Theil deviennent des communes déléguées et Gonneville est le chef-lieu de la commune nouvelle.

## Politique et administration
En attendant les élections municipales de 2020, le conseil municipal dix-neuf conseillers : onze de Gonneville et huit du Theil.
| Période      | Période   | Identité            | Étiquette | Qualité                               |
| ------------ | --------- | ------------------- | --------- | ------------------------------------- |
| janvier 2016 | juin 2020 | Luc Dufour          |           | Commerçant ancien maire de Gonneville |
| juin 2020    | mars 2021 | Jean-Robert Lamarre |           | Cadre grande distribution             |
| mars 2021    | mai 2021  | Patrice Gomeriel    |           | Ingénieur                             |
| mai 2021     | En cours  | Philippe Le Clech   | SE        | Ancien ingénieur des ETA              |

## Démographie
| Nom                | Code Insee | Intercommunalité          | Superficie (km2) | Population (dernière pop. légale) | Densité (hab./km2) |
| ------------------ | ---------- | ------------------------- | ---------------- | --------------------------------- | ------------------ |
| Gonneville (siège) | 50209      | CC de Saint-Pierre-Église | 15,36            | 879 (2018)                        | 57                 |
| Le Theil           | 50595      | CC de Saint-Pierre-Église | 13,81            | 653 (2018)                        | 47                 |

L'évolution du nombre d'habitants est connue à travers les recensements de la population effectués dans la commune depuis sa création.
En 2022, la commune comptait 1 504 habitants, en évolution de −4,45 % par rapport à 2016 (Manche : −0,31 %, France hors Mayotte : +2,11 %).
| 2014  | 2019  | 2022  |
| ----- | ----- | ----- |
| 1 574 | 1 511 | 1 504 |

## Lieux et monuments

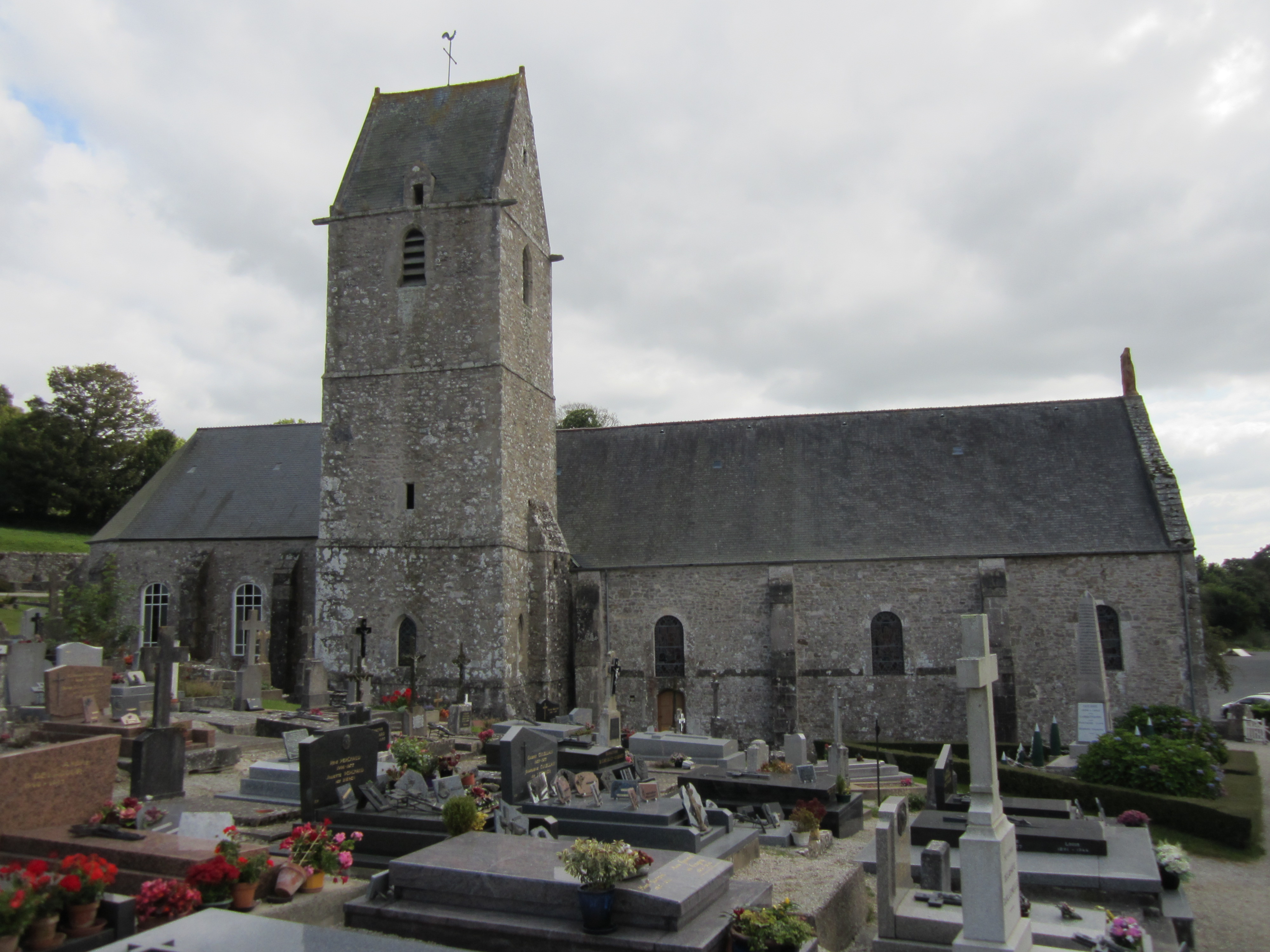
L'église Saint-Martin.

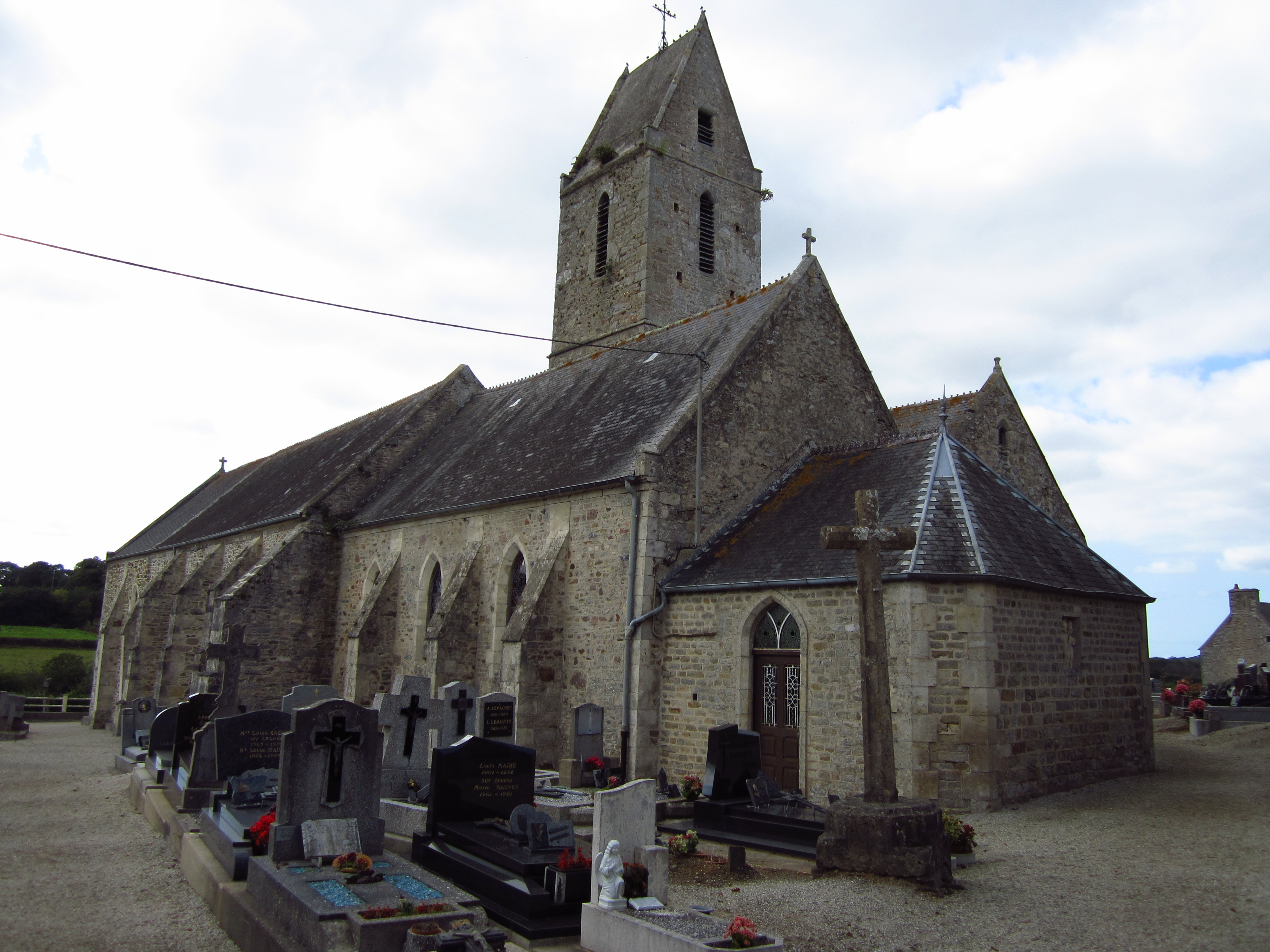
L'église Sainte-Marguerite.

- Château de Gonneville : donjon (XIVe), logis (XVIIIe),  résidence de la famille de Barthès de Montfort, inscrit en 1972 aux Monuments historiques[40].
- Église Saint-Martin de Gonneville : (XIVe, XVe, XVIIIe) inscrite en 1972 aux Monuments historiques avec sa riche statuaire[41].
- Église Sainte-Marguerite  : XIIe.
- Traces de voie romaine au lieu-dit Hamel-ès-Ronches qui allait du cap Lévi à la forêt de Barnavast.
- La fontaine Saint-Clair, dans le bois de Barnavast, constitue un lieu de pèlerinage chaque année au mois de juillet.
- Étang de Gonneville.
- Bois de Barnavast.
- Moulin des Corvées.
- Moulin Lallemand.

## Personnalités liées à la commune
- Bernard Jacqueline, prêtre, curé de Gonneville de 1947 à 1951.

## Pour approfondir